# Olympische Sommerspiele 2012/Radsport – BMX-Rennen (Frauen)
Das BMX-Rennen der Frauen bei den Olympischen Spielen 2012 in London fand vom 8. bis 10. August 2012 im Lee Valley VeloPark statt.
Olympiasiegerin wurde Mariana Pajón aus Kolumbien. Die Silbermedaille gewann die Neuseeländerin Sarah Walker. Laura Smulders aus den Niederlanden sicherte sich die Bronzemedaille.

## Ergebnisse

### Platzierungsrunde
| Rang | Athletin              | Nation             | Zeit     |
| ---- | --------------------- | ------------------ | -------- |
| 1    | Caroline Buchanan     | Australien         | 38,434 s |
| 2    | Sarah Walker          | Neuseeland         | 38,644 s |
| 3    | Mariana Pajón         | Kolumbien          | 38,787 s |
| 4    | Laëtitia Le Corguillé | Frankreich         | 38,976 s |
| 5    | Shanaze Reade         | Großbritannien     | 39,368 s |
| 6    | Laura Smulders        | Niederlande        | 39,420 s |
| 7    | Magalie Pottier       | Frankreich         | 39,778 s |
| 8    | Alise Post            | Vereinigte Staaten | 39,890 s |
| 9    | Lauren Reynolds       | Australien         | 40,045 s |
| 10   | Aneta Hladíková       | Tschechien         | 40,846 s |
| 11   | Romana Labounková     | Tschechien         | 41,096 s |
| 12   | Stefany Hernández     | Venezuela          | 41,253 s |
| 13   | Sandra Aleksejeva     | Lettland           | 41,752 s |
| 14   | Vilma Rimšaitė        | Litauen            | 42,162 s |
| 15   | Squel Stein           | Brasilien          | 42,995 s |
| 16   | Brooke Crain          | Vereinigte Staaten | DNF      |

### Halbfinale

#### Halbfinale 1
| Rang | Athletin              | Nation             | Lauf 1 (Pkt.)    | Lauf 2 (Pkt.)    | Lauf 3 (Pkt.) | Punkte |
| ---- | --------------------- | ------------------ | ---------------- | ---------------- | ------------- | ------ |
| 1    | Caroline Buchanan     | Australien         | 38,276 s (1)     | 40,296 s (2)     | 38,482 s (1)  | 4      |
| 2    | Shanaze Reade         | Großbritannien     | 39,029 s (2)     | 38,858 s (1)     | 38,634 s (2)  | 5      |
| 3    | Brooke Crain          | Vereinigte Staaten | 40,668 s (5)     | 41,029 s (4)     | 40,099 s (5)  | 14     |
| 4    | Laëtitia Le Corguillé | Frankreich         | 39,902 s (4)     | 1:20,324 min (8) | 38,759 s (3)  | 15     |
| 5    | Stefany Hernández     | Venezuela          | 1:12,935 min (8) | 40,513 s (3)     | 39,466 s (4)  | 15     |
| 6    | Alise Post            | Vereinigte Staaten | 39,495 s (3)     | 51,752 s (7)     | DNF (8)       | 18     |
| 7    | Sandra Aleksejeva     | Lettland           | 42,030 s (7)     | 43,159 s (6)     | 42,855 s (6)  | 19     |
| 8    | Lauren Reynolds       | Australien         | 41,103 s (6)     | 41,441 s (5)     | DNF (8)       | 19     |

#### Halbfinale 2
| Rang | Athletin          | Nation      | Lauf 1 (Pkt.) | Lauf 2 (Pkt.) | Lauf 3 (Pkt.) | Punkte |
| ---- | ----------------- | ----------- | ------------- | ------------- | ------------- | ------ |
| 1    | Mariana Pajón     | Kolumbien   | 38,759 s (1)  | 38,749 s (1)  | 38,845 s (1)  | 3      |
| 2    | Magalie Pottier   | Frankreich  | 39,342 s (2)  | 38,828 s (2)  | 39,048 s (2)  | 6      |
| 3    | Laura Smulders    | Niederlande | 39,886 s (4)  | 39,175 s (3)  | 39,660 s (4)  | 11     |
| 4    | Sarah Walker      | Neuseeland  | 39,905 s (5)  | 39,348 s (4)  | 39,344 s (3)  | 12     |
| 5    | Aneta Hladíková   | Tschechien  | 39,728 s (3)  | 40,393 s (6)  | 43,752 s (7)  | 16     |
| 6    | Romana Labounková | Tschechien  | 40,624 s (6)  | 39,883 s (5)  | 40,777 s (6)  | 17     |
| 7    | Vilma Rimšaitė    | Litauen     | 41,789 s (7)  | 40,897 s (7)  | 40,400 s (5)  | 19     |
| 8    | Squel Stein       | Brasilien   | DNF (8)       | DNS (10)      | DNS (10)      | 28     |

### Finale
| Rang | Athletin              | Nation             | Zeit     |
| ---- | --------------------- | ------------------ | -------- |
| 1    | Mariana Pajón         | Kolumbien          | 37,706 s |
| 2    | Sarah Walker          | Neuseeland         | 38,133 s |
| 3    | Laura Smulders        | Niederlande        | 38,231 s |
| 4    | Laëtitia Le Corguillé | Frankreich         | 38,476 s |
| 5    | Caroline Buchanan     | Australien         | 38,903 s |
| 6    | Shanaze Reade         | Großbritannien     | 39,247 s |
| 7    | Magalie Pottier       | Frankreich         | 39,395 s |
| 8    | Brooke Crain          | Vereinigte Staaten | 40,286 s |